# Hogyan legyél latin szerető
A Hogyan legyél latin szerető (eredeti cím: How to Be a Latin Lover) 2017-ben bemutatott amerikai filmvígjáték, Ken Marino elsőfilmes rendezése. A főbb szerepekben Eugenio Derbez, Salma Hayek, Raphael Alejandro, Raquel Welch, Rob Riggle, Rob Huebel, Rob Corddry, Renée Taylor, Linda Lavin, Kristen Bell és Rob Lowe látható. Ez volt Welch utolsó filmszereplése 2023-ban bekövetkezett halála előtt.
Az Amerikai Egyesült Államokban 2017. április 28-án mutatták be a mozikban. Bár bevételi szempontból jól teljesített, gyenge kritikákat kapott.

## Cselekmény
Maximo egy gazdag idős hölgy elkényeztetett férje volt. Váratlanul lecserélik egy fiatalabb férfira, ezért életében először a saját lábára kell állnia.

## Szereplők
| Színész           | Szerep                 | Magyar hang     |
| ----------------- | ---------------------- | --------------- |
| Eugenio Derbez    | Maximo                 | Kassai Károly   |
| Salma Hayek       | Sara, Maximo húga      | Gubás Gabi      |
| Raphael Alejandro | Hugo                   | Vida Bálint     |
| Rob Lowe          | Rick, dzsigoló         | Kárpáti Levente |
| Kristen Bell      | Cindy                  | Kovács Patrícia |
| Raquel Welch      | Celeste Birch          | Kovács Nóra     |
| Linda Lavin       | Millicent Dupont       | Andresz Kati    |
| Renée Taylor      | Peggy, Maximo felesége | Pásztor Erzsi   |
| Rob Riggle        | Scott                  | Sarádi Zsolt    |
| Rob Huebel        | Nick                   | Takátsy Péter   |
| Rob Corddry       | Quincy, sofőr          | Kapácsy Miklós  |
| Mckenna Grace     | Arden                  | Azurák Zsófi    |
| Mather Zickel     | James                  | Zöld Csaba      |
| Michaela Watkins  | Gwenn                  | Szórádi Erika   |
| Michael Cera      | Remy                   | Stern Dániel    |